# Stenobarichneumon tegelensis
Stenobarichneumon tegelensis är en stekelart som först beskrevs av Heinrich 1951.  Stenobarichneumon tegelensis ingår i släktet Stenobarichneumon och familjen brokparasitsteklar. Inga underarter finns listade i Catalogue of Life.